# Melampittidae
Melampittidae je nepočetná čeleď novoguinejských pěvců zahrnující pouze dva špatně známé druhy: rajkovec menší (Melampitta lugubris) je jediným zástupcem rodu Melampitta, zatímco rajkovec větší (Megalampitta gigantea) je jediným zástupcem rodu Megalampitta; oba druhy však často mohou vystupovat i v rámci jediného rodu Melampitta. Rajkovci byli historicky řazeni do různých ptačích čeledí, včetně pitovitých (Pittidae), timáliovitých (Timaliidae), kosíkovitých (Orthonychidae), kosovcovitých (Psophodidae) či rajkovitých (Paradisaeidae), přičemž některé z nich byly před nástupem molekulární fylogenetiky samy o sobě polyfyletické či tzv. „sběrné“. Samostatná čeleď Melampittidae se dočkala formálního popisu teprve roku 2014. Spoluutváří klad korvoidních zpěvných, příbuzenské vztahy nicméně zůstávají sporné.
Rajkovci představují malé až středně velké ptáky s černým peřím, mohutnýma nohama a krátkými, zaoblenými křídly. Rajkovec menší měří na délku asi 18 cm a váží asi 30 g, podstatně mohutnější rajkovec větší měří asi 29 cm a váží 205 g. Oba druhy se většinou pohybují v podrostu horských lesů, rajkovec větší má nicméně specifičtější požadavky na stanoviště, protože hnízdí a hřaduje ve vápencových závrtech. Jídelníček těchto ptáků tvoří hmyz a drobní obratlovci, jež loví z lesní podestýlky. O hnízdním chování je známo jen mizivé množství informací, vědecké dokumentace se navíc dočkalo pouze hnízdo rajkovce menšího, jež je uzavřené, kopulovité a postavené z mechu. Snůška činí jediné vejce a inkubaci zajišťuje výhradně samice, zatímco samec jí obstarává potravu. Relativně dlouhé trvání má jak inkubační doba (27 dní), tak doba opeření mláděte (35 dní).
Mezinárodní svaz ochrany přírody (IUCN) považuje oba druhy za málo dotčené.